# Gmeinder

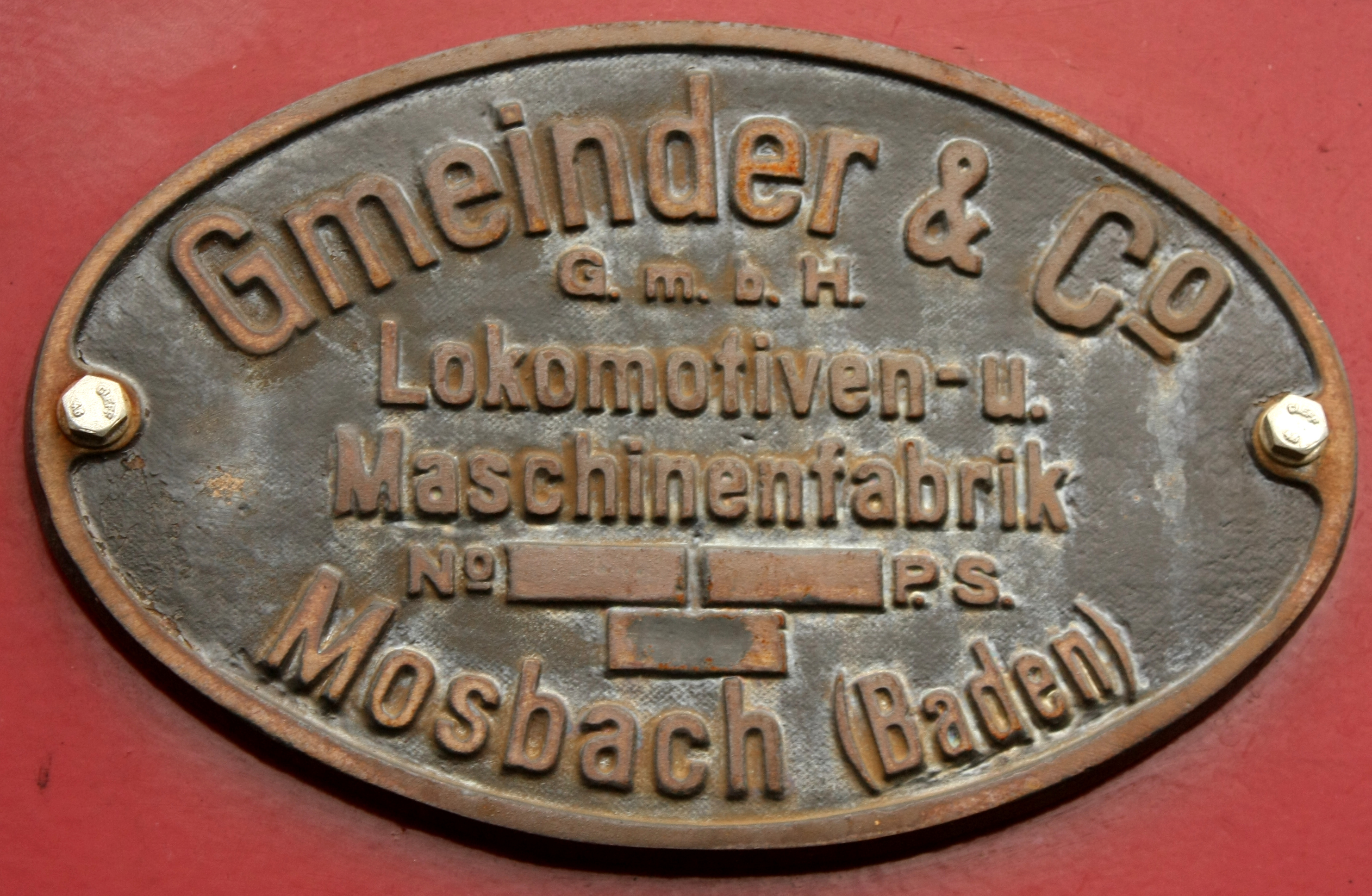
Targa su una motrice

La Gmeinder & Co GmbH di Mosbach è stata un'azienda costruttrice di locomotive, trasmissioni e macchine. Da questa società deriva la „Gmeinder Getriebe Gruppe“ e la „Gmeinder Lokomotivenfabrik GmbH“ e successivamente a firma Gmeinder Lokomotiven GmbH.

## Storia

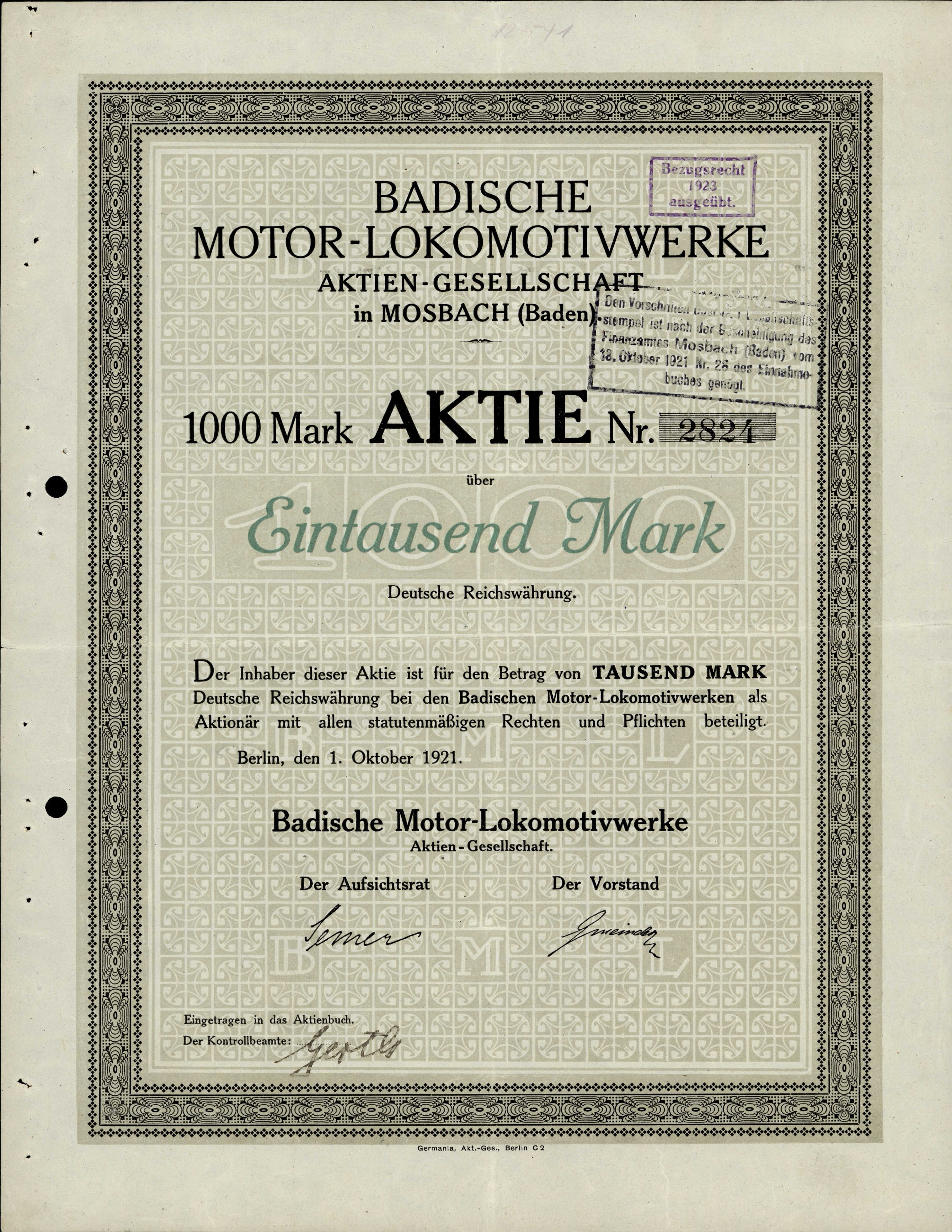
Azione di oltre 1000 DM della Badischen Motor-Lokomotivwerke AG del 1º ottobre 1921

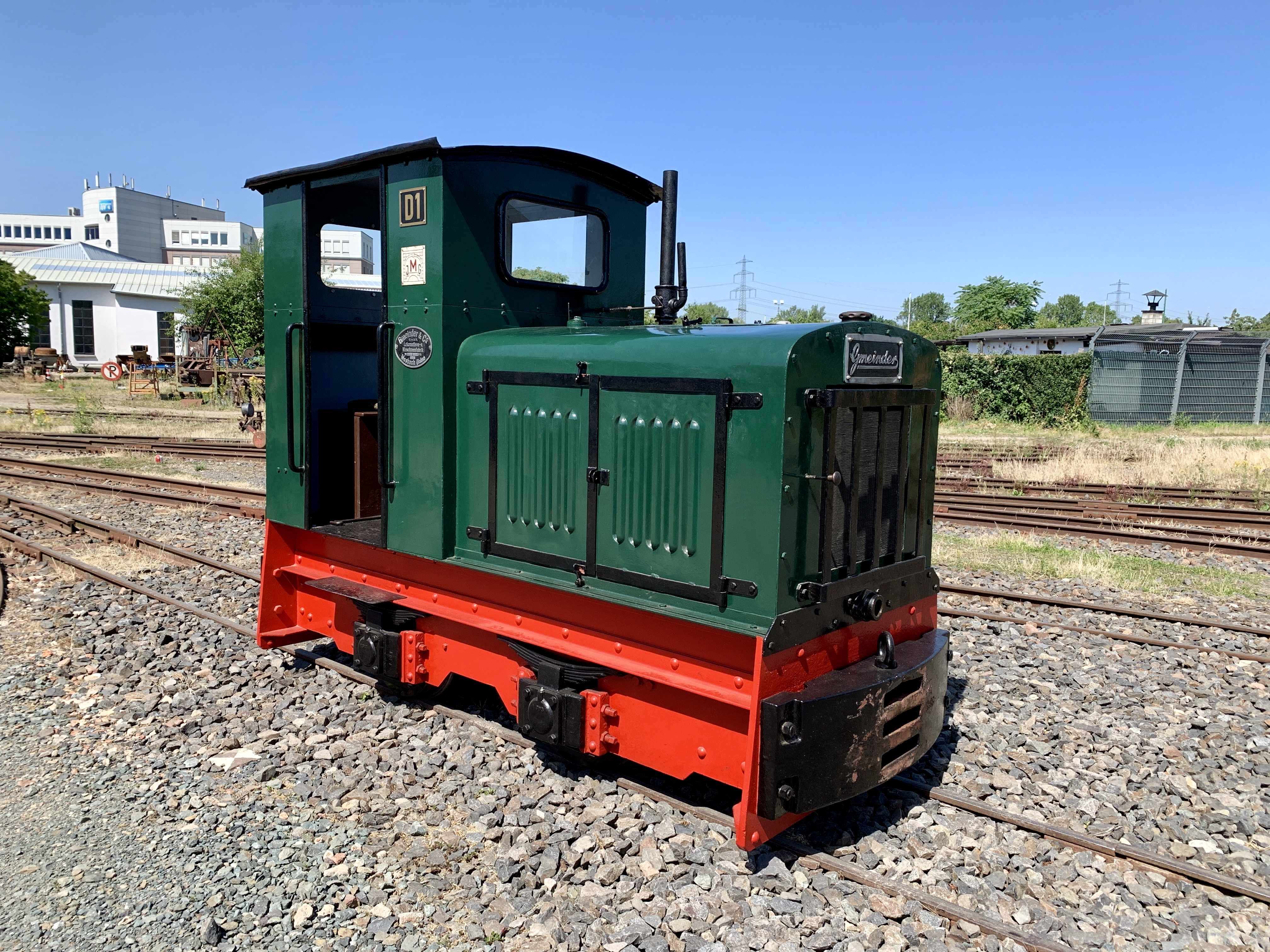
Motrice del 1938 al Frankfurter Feldbahnmuseum.

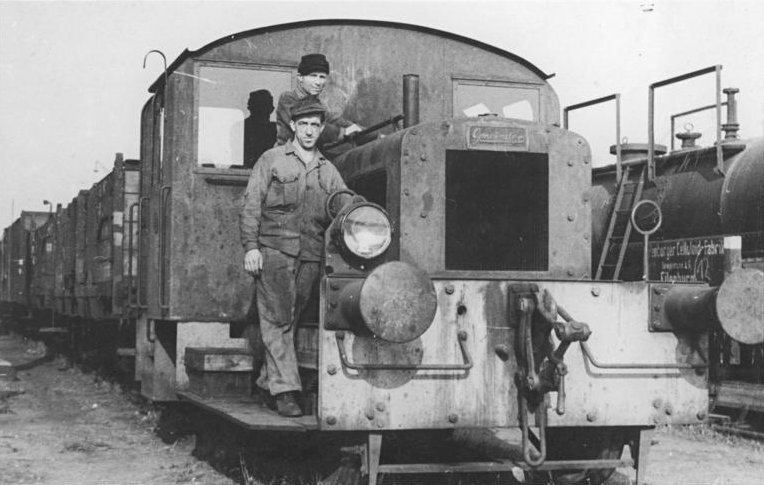
Motrice presso la Eilenburger Chemiewerk nel 1949

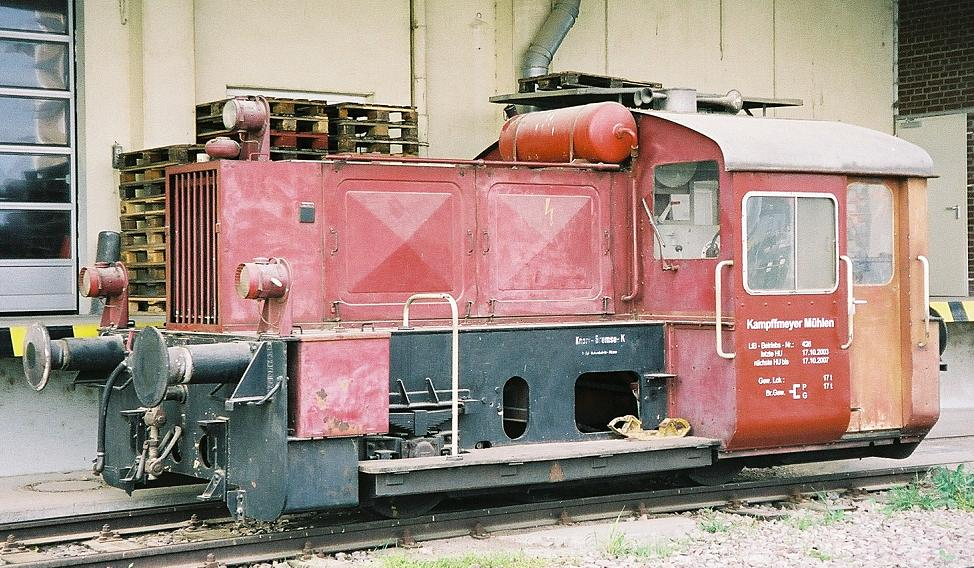
Kleinlokomotive Köf II (1958)

La società viene fondata in origine nel 1913 come Steinmetz & Gmeinder KG da August Steinmetz e nel 1919 diventa Anton Gmeinder & Cie.. Dallo stesso anno inizia la fabbricazione di locomotive a benzina. 
Con il nome Badische Motor-Lokomotivwerke la Gmeinder assieme alla Maschinenbau-Gesellschaft Karlsruhe e alla Motorenwerke Mannheim creano la MBG Motor-Lokomotiv-Verkaufs-Gesellschaft Baden GmbH, Karlsruhe. 
Dopo l'insolvenza della Badischen Motor-Lokomotivwerke nel 1925, Anton Gmeinder con Carl e Hermann Kaelble fondano la Gmeinder & Co. GmbH con sede a Mosbach. Nel 1932 Gmeinder diventa il fornitore principale per la Deutsche Reichsbahn (DR) di locomotive. Inizia in quel periodo anche la produzione di ingranaggi e trasmissioni. Dopo la morte di Anton Gmeinder nel 1942, Carl Kaelble GmbH assumerà il controllo della Gemainder Co GmbH.
La Gmeinder & Co GmbH produce dopo la seconda guerra mondiale locomotive da manovra.
Nel 1976 avviene la fusione Gmeinder-Kaelble, nasce la „Kaelble-Gmeinder GmbH“.
Nel 2003 viene ceduta la divisione locomotive della Lokomotiven- und Maschinenfabrik GmbH, e proseguonol'attività fabbricando solo trasmissioni con la „Gmeinder Getriebe- und Maschinenfabrik GmbH“. 
Nel 2008 viene creata dalla Gmeinder Getriebe- und Maschinenfabrik GmbH la „GGT Gmeinder Getriebetechnik AG“ con sede a Berlino e nel 2010 la „Gmeinder Getriebeservice GmbH“ a Mosbach.
Il 23 febbraio 2012 la „Gmeinder Lokomotivenfabrik GmbH“ va in insolvenza.

## Trasmissione Gmeinder
- Getriebe GGT 210S/1440 – gru per la Kirow Leipzig
- Getriebe GGT 190H/266 – DSB MF (IC3)
- Getriebe GGT 200S/368 – NSB Type 70

## Prodotti (parziale)

### Storici

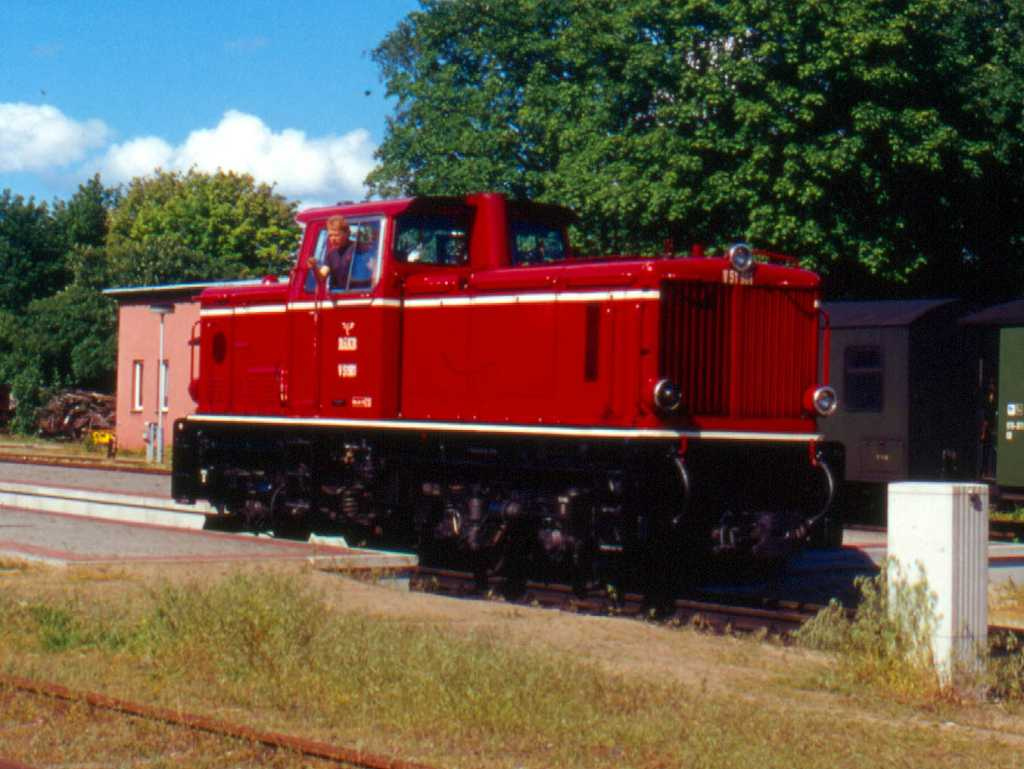
DB-Baureihe V 51 con scartamento 750 mm (1964)

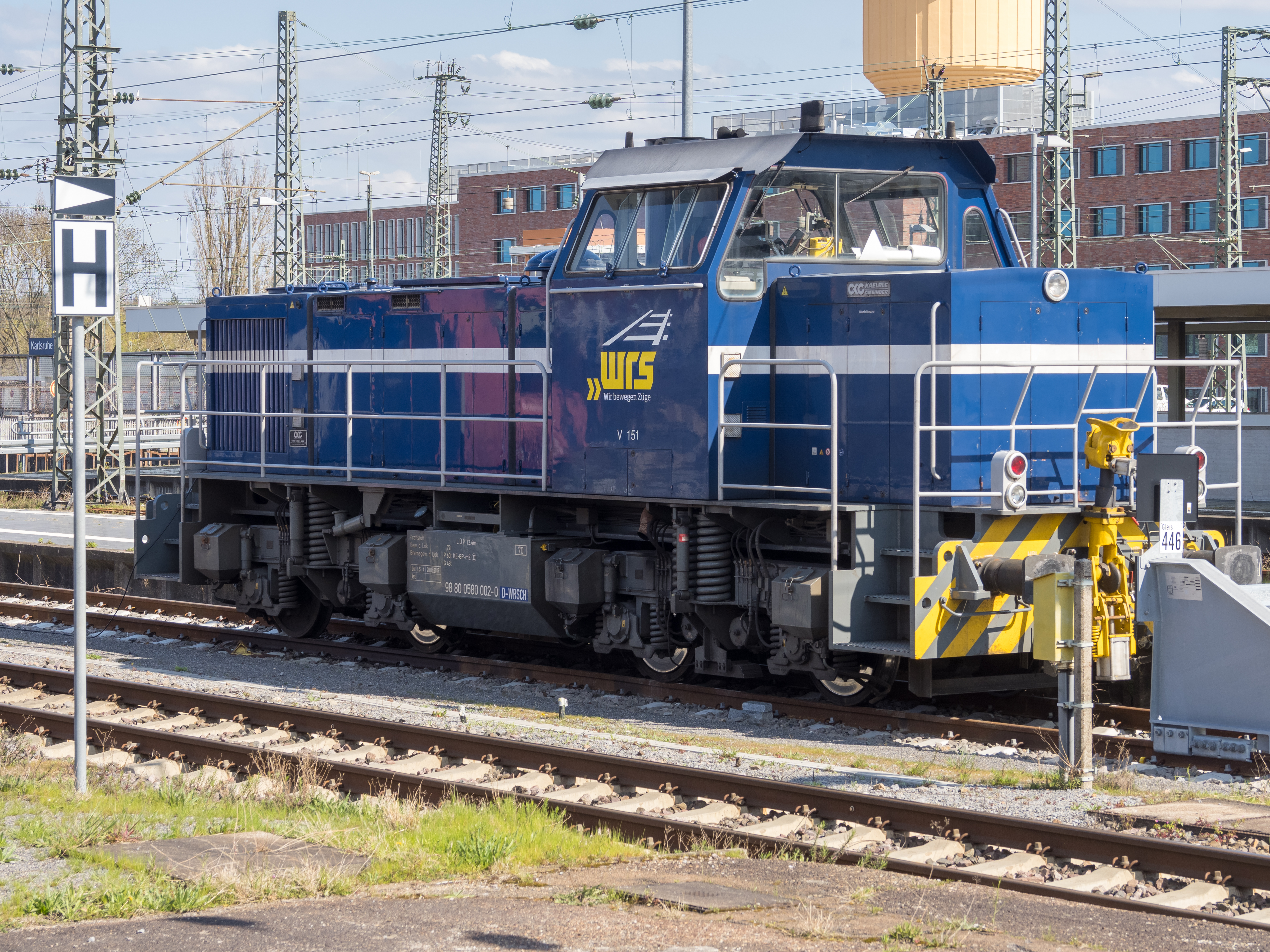
Gmeinder D 100 BB

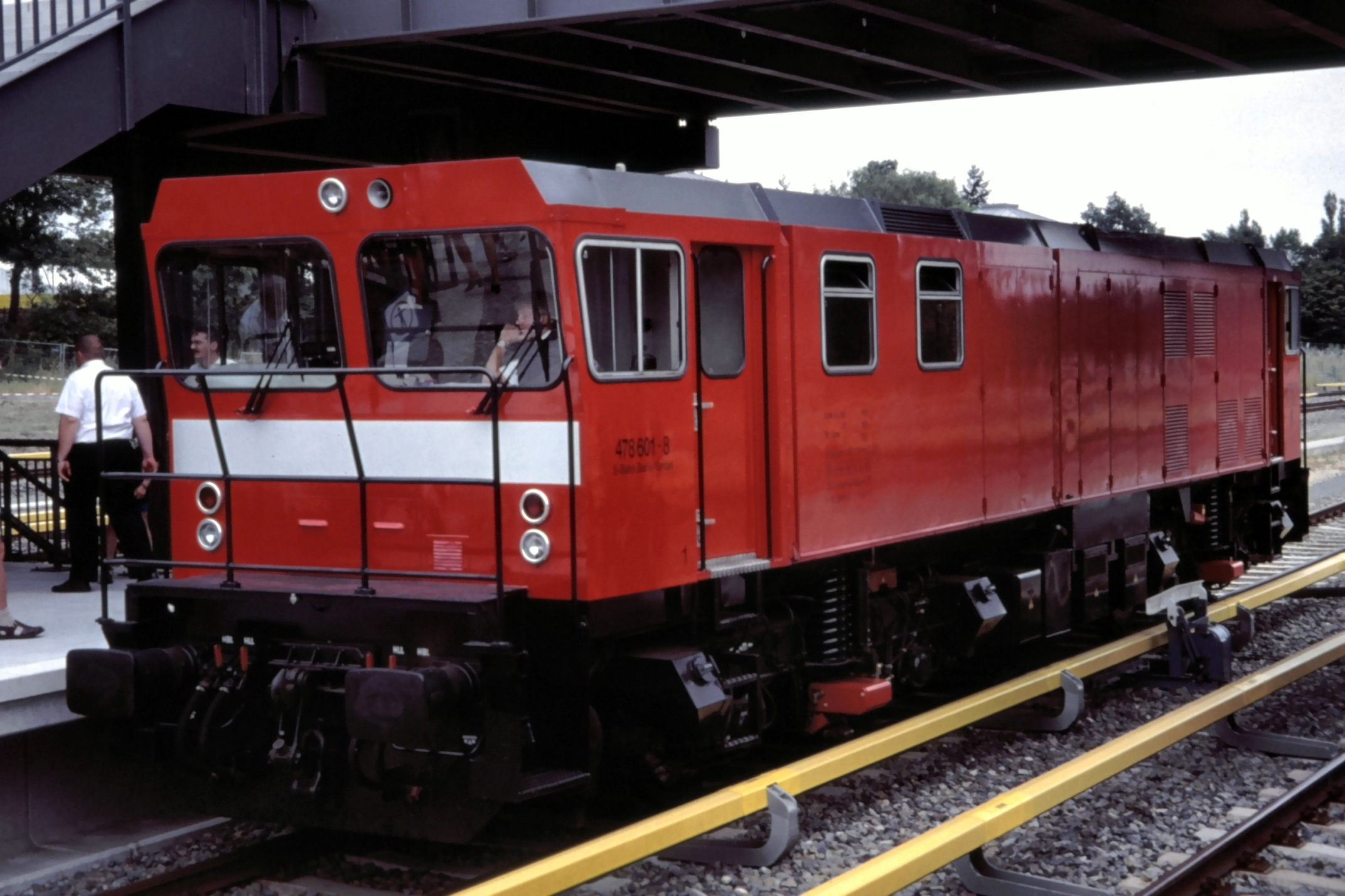
Gmeinder E/DE della Berliner S-Bahn (1989)

Locomotive
- Kleinlokomotive Kö I
- Kleinlokomotive Köf II
- Heeresfeldbahnlokomotive HF 130 C
- Locomotiva DB V 20
- Bundeswehrlokomotive 400/440 PS
- Gmeinder V 12-16
- DB-Baureihe Köf III
- DB-Baureihe 329
- DB-Baureihe V 60
- DB-Baureihe V 51
- DB-Baureihe V 52
- Gmeinder DHS 20 B
- Gmeinder D 100 BB
- Gmeinder D 110 BB
- Gmeinder D 180 BB

Triebwagen
- WEG T 23 und 24

### Serie attuali
Locomotive
- Gmeinder D 25 B
- Gmeinder D 60 C
- Gmeinder D 75 BB
- Gmeinder DE 75 BB
- Gmeinder D 75 BB-SE

Speciali
- Gmeinder DE 500
- Gmeinder AL1
- Gmeinder E/DE

Restaurate

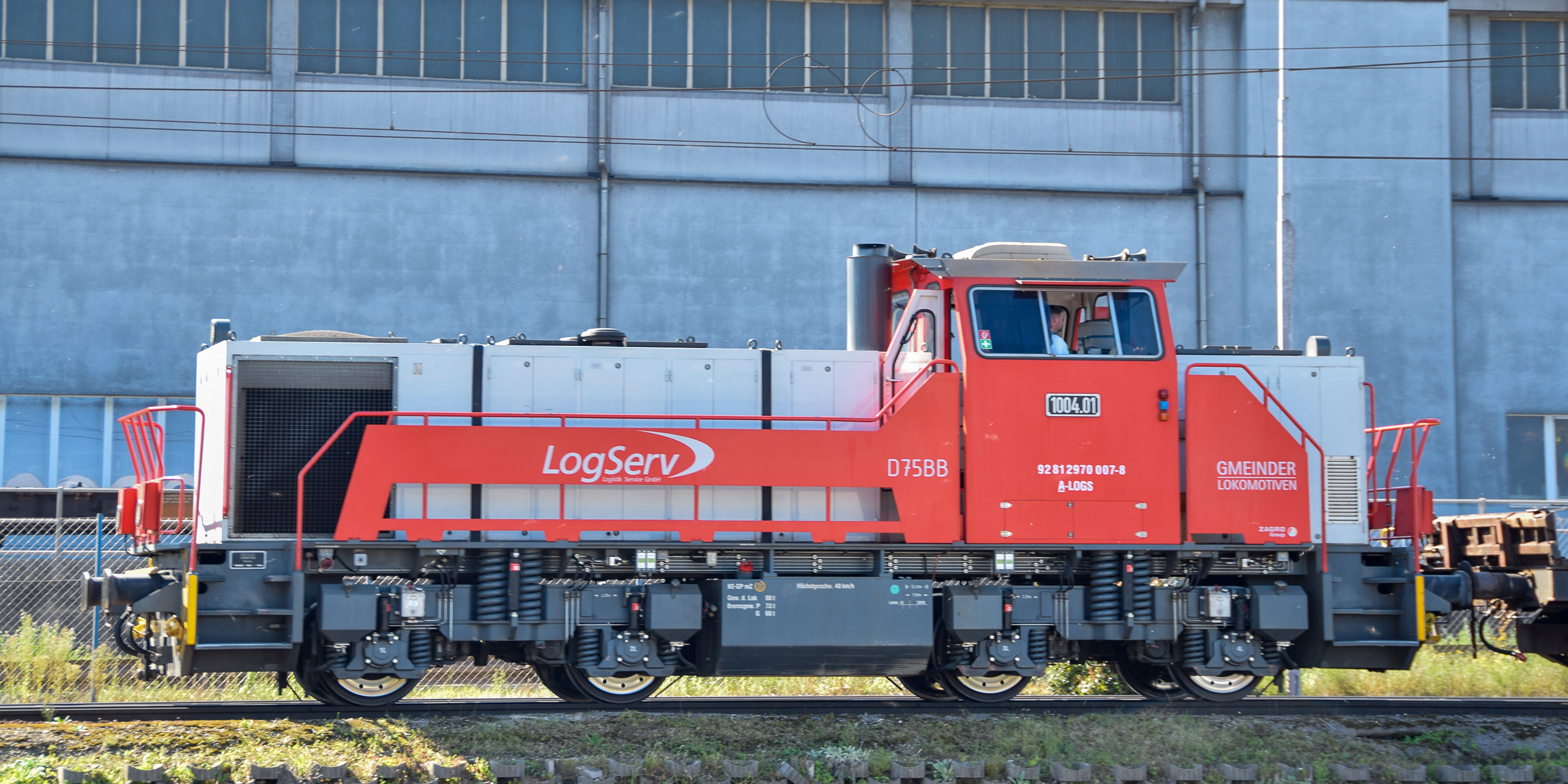
Gmeinder D 75 BB a Linz, Austria

- Gmeinder DH 280.01 - Baureihe V 169/219 della DB